# 45e Kio (shogi) 2018-2019
«Édition précédente (44)
45e Kio
Édition suivante (46)»
Le 45e Kio (第45期棋王戦) est une compétition majeure du shogi professionnel japonais organisée en 2018 et 2019 mais comptant pour la saison 2018-2019.

## Kio-sen Goban Shobu
Le championnat Kio a vu s'opposer dans un match en cinq parties le tenant du titre Akira Watanabe à son challenger Kei Honda vainqueur du Chōsen-sha kettei tōnamento.
| Partie | Date       | Sente          | Sente   | Né en | Gote           | Gote   | Né en | Watanabe | Honda | Lieu          | Lieu                   |
| ------ | ---------- | -------------- | ------- | ----- | -------------- | ------ | ----- | -------- | ----- | ------------- | ---------------------- |
| 1      | 01/02/2020 | Akira Watanabe | 渡辺明  | 1984  | Kei Honda      | 本田奎 | 1997  | 1        | 0     | Kanazawa      | Hokkoku Shimbun Hall   |
| 2      | 16/02/2020 | Kei Honda      | 本田奎  | 1997  | Akira Watanabe | 渡辺明 | 1984  | 1        | 1     | Utsonomiya    | Utsonomiya Grand Hotel |
| 3      | 01/03/2020 | Akira Watanabe | 渡辺明  | 1984  | Kei Honda      | 本田奎 | 1997  | 2        | 1     | Niigata       | Niigata Grand Hotel    |
| 4      | 17/03/2020 | Kei Honda      | 本田 奎 | 1997  | Akira Watanabe | 渡辺明 | 1984  | 3        | 1     | Tokyo-Shibuya | Tōgō-jinja             |
| 5      | 30/03/2020 |                |         |       |                |        |       |          |       | Tokyo-Shibuya | Tokyo Shogi Hall       |

## Chōsen-sha kettei tōnamento
Le Chōsen-sha kettei tōnamento comporte 2 phase : un tableau principal et un tournoi de la deuxième chance.

### Deuxième chance
Ce tournoi fonctionne comme une seconde chance offerte aux quatre demi-finalistes.
Sa spécificité est que Kei Honda n'ayant pas encore perdu devra perdre deux fois avant d’être éliminé.
| Kei Honda       | Kei Honda      | Kei Honda     | Kei Honda Honda-Sasaki 0-1 16-12-2019 Sasaki-Honda 0-1 27-12-2019 |
| Akihito Hirose  | Akihito Hirose | Daichi Sasaki | Kei Honda Honda-Sasaki 0-1 16-12-2019 Sasaki-Honda 0-1 27-12-2019 |
| Tadehi Maruyama | Daichi Sasaki  | Daichi Sasaki | Kei Honda Honda-Sasaki 0-1 16-12-2019 Sasaki-Honda 0-1 27-12-2019 |
| Daichi Sasaki   | Daichi Sasaki  | Daichi Sasaki | Kei Honda Honda-Sasaki 0-1 16-12-2019 Sasaki-Honda 0-1 27-12-2019 |

### Tableau principal: Phase finale
| Quart de finale   | Demi finale                                | Finale                                     | Vainqueur |
| ----------------- | ------------------------------------------ | ------------------------------------------ | --------- |
| Akihito Hirose    | Akihito Hirose Inaba-Hirose 0-1 29-10-2019 | Daichi Sasaki Sasaki-Hirose 1-0 09-12-2019 | Kei Honda |
| Akira Inaba       | Akihito Hirose Inaba-Hirose 0-1 29-10-2019 | Daichi Sasaki Sasaki-Hirose 1-0 09-12-2019 | Kei Honda |
| Yoshiharu Habu    | Daichi Sasaki                              | Daichi Sasaki Sasaki-Hirose 1-0 09-12-2019 | Kei Honda |
| Daichi Sasaki     | Daichi Sasaki                              | Daichi Sasaki Sasaki-Hirose 1-0 09-12-2019 | Kei Honda |
| Tadahisa Maruyama | Tadehisa Maruyama                          | Kei Honda                                  | Kei Honda |
| Yasumitsu Sato    | Tadehisa Maruyama                          | Kei Honda                                  | Kei Honda |
| Yasuaki Murayama  | Kei Honda                                  | Kei Honda                                  | Kei Honda |
| Kei Honda         | Kei Honda                                  | Kei Honda                                  | Kei Honda |

#### Liste des parties
finale
demi finale
quart finale

### Tableau principal: Premiers tours
| Qualité | Participants       | Participants | Participants | Tour preliminaire  | 1er Tour           | Huitieme de finale | Quarts de finale  |
| ------- | ------------------ | ------------ | ------------ | ------------------ | ------------------ | ------------------ | ----------------- |
|         | Akihito Hirose     | 広瀬竜王     | 1987         |                    |                    | Akihito Hirose     | Akihito Hirose    |
|         | Ayumu Matsuo       | 松尾歩       | 1980         | Ayumu Matsuo       | Ayumu Matsuo       | Ryūma Tonari       | Akihito Hirose    |
|         | Masataka Goda      | 郷田真隆     | 1971         | Masataka Goda      | Ayumu Matsuo       | Ryūma Tonari       | Akihito Hirose    |
|         | Ryūma Tonari       | 都成竜馬     | 1990         |                    | Ryūma Tonari       | Ryūma Tonari       | Akihito Hirose    |
|         | Takahiro Ōhashi    | 大橋貴洸     | 1992         |                    | Takahiro Ōhashi    | Taichi Takami      | Akira Inaba       |
|         | Taichi Takami      | 髙見泰地     | 1993         |                    | Taichi Takami      | Taichi Takami      | Akira Inaba       |
|         | Kazuki Kimura      | 木村一基     | 1971         | Kazuki Kimura      | Mamoru Hatakeyama  | Akira Inaba        | Akira Inaba       |
|         | Mamoru Hatakeyama  | 畠山鎮       | 1993         | Mamoru Hatakeyama  | Mamoru Hatakeyama  | Akira Inaba        | Akira Inaba       |
|         | Akira Inaba        | 稲葉陽       | 1988         |                    | Akira Inaba        | Akira Inaba        | Akira Inaba       |
|         | Yoshiharu Habu     | 羽生善治     | 1970         |                    | Yoshiharu Habu     | Yoshiharu Habu     | Yoshiharu Habu    |
|         | Masataka Sugimoto  | 杉本昌隆     | 1968         |                    | Masataka Sugimoto  | Yoshiharu Habu     | Yoshiharu Habu    |
|         | Chikara Akutsu     | 阿久津主税   | 1982         |                    | Chikara Akutsu     | Koichi Fukaura     | Yoshiharu Habu    |
|         | Koichi Fukaura     | 深浦康市     | 1972         |                    | Koichi Fukaura     | Koichi Fukaura     | Yoshiharu Habu    |
|         | Daichi Sasaki      | 佐々木大地   | 1995         |                    | Daichi Sasaki      | Daichi Sasaki      | Daichi Sasaki     |
|         | Koji Tanigawa      | 谷川浩司     | 1962         | Koji Tanigawa      | Koji Tanigawa      | Daichi Sasaki      | Daichi Sasaki     |
|         | Tatsuya Sugai      | 菅井竜也     | 1992         | Tatsuya Sugai      | Koji Tanigawa      | Daichi Sasaki      | Daichi Sasaki     |
|         | Reo Kurosawa       | 黒沢怜生     | 1982         |                    |                    | Reo Kurosawa       | Daichi Sasaki     |
|         | Hiroyuki Miura     | 三浦弘行     | 1974         |                    |                    | Hiroyuki Miura     | Tadahisa Maruyama |
|         | Takayuki Yamazaki  | 山崎隆之     | 1981         | Takayuki Yamazaki  | Takayuki Yamazaki  | Tadahisa Maruyama  | Tadahisa Maruyama |
|         | Hirotaka Nozuki    | 野月浩貴     | 1973         | Hirotaka Nozuki    | Takayuki Yamazaki  | Tadahisa Maruyama  | Tadahisa Maruyama |
|         | Tadahisa Maruyama  | 丸山忠久     | 1970         |                    | Tadahisa Maruyama  | Tadahisa Maruyama  | Tadahisa Maruyama |
|         | Shintaro Saito     | 斎藤慎太郎   | 1993         |                    | Shintaro Saito     | Yasumitsu Sato     | Yasumitsu Sato    |
|         | Yasumitsu Sato     | 佐藤康光     | 1969         |                    | Yasumitsu Sato     | Yasumitsu Sato     | Yasumitsu Sato    |
|         | Kentarō Ishii      | 石井健太郎   | 1992         |                    | Kentaro Ishii      | Toshiaki Kubo      | Yasumitsu Sato    |
|         | Toshiaki Kubo      | 久保利明     | 1975         |                    | Toshiaki Kubo      | Toshiaki Kubo      | Yasumitsu Sato    |
|         | Tetsuro Itodani    | 糸谷哲郎     | 1988         |                    | Tetsuro Itodani    | Tetsuro Itodani    | Yasuaki Murayama  |
|         | Nobuyuki Yashiki   | 屋敷伸之     | 1972         | Nobuyuki Yashiki   | Nobuyuki Yashiki   | Tetsuro Itodani    | Yasuaki Murayama  |
|         | Takanori Hashimoto | 橋本崇載     | 1983         | Takanori Hashimoto | Nobuyuki Yashiki   | Tetsuro Itodani    | Yasuaki Murayama  |
|         | Yasuaki Murayama   | 村山慈明     | 1984         |                    | Yasuaki Murayama   | Yasuaki Murayama   | Yasuaki Murayama  |
|         | Masayuki Toyoshima | 豊島将之     | 1990         |                    | Masayuki Toyoshima | Yasuaki Murayama   | Yasuaki Murayama  |
|         | Hisachi Namekata   | 行方尚史     | 1973         |                    | Hisachi Namekata   | Kei Honda          | Kei Honda         |
|         | Kei Honda          | 本田奎       | 1997         |                    | Kei Honda          | Kei Honda          | Kei Honda         |
|         | Amahiko Sato       | 佐藤 天彦    | 1988         |                    |                    | Amahiko Sato       | Kei Honda         |

## Yose
Les qualifications ont vu s'affronter joueurs répartis en huit tournois de joueurs.
Les huit vainqueurs accèdent au Chōsen-sha kettei tōnamento.